# Johann Georg Conradi
Johann Georg Conradi (Oettingen (Baviera) 1645 – [...?], 22 de maig de 1699) fou un compositor alemany.
Mestre de capella de Sapui-Romhilot fins al 1690, en el teatre de la qual feu representar per primera vegada òperes alemanyes en lloc de les italianes que fins llavors s'havien cantat. El 1690 es va convertir en director musical de l'òpera a la Gänsemarkt.
Se li deuen les òperes:
- Ariadne (1691);
- Diogenes (1691);
- Numa Pompilius (1691);
- Carolus magnus (1692);
- Die Zerstorung Jerusalems (1692);
- Sigismundus (1693);
- Gensericus (1693);
- Pygmalion (1694).

Les seves obres de caràcter religiós es conserven manuscrites.